# Homolophus pallens
Homolophus pallens is een hooiwagen uit de familie echte hooiwagens (Phalangiidae).